# Kappa Cassiopeiae
κ Cassiopeiae (kappa Cassiopeiae, kurz κ Cas) ist ein Stern im Sternbild Kassiopeia. Er bewegt sich relativ zum Interstellaren Medium mit sehr hoher Geschwindigkeit (Schnellläufer), wodurch vier Lichtjahre vor dem Stern eine Bugstoßwelle entsteht.